# Mosquito Verlag
Der Mosquito Verlag wurde 2003 in Potsdam von Thomas Kirschner gegründet. Der Verlag hat sich auf Publikationen im Bereich Verschwörungstheorien und Esoterik spezialisiert. Zu diesen Themen werden Bücher sowie importierte englischsprachige DVDs und Literatur angeboten. Seit Dezember 2005 publiziert der Verlag das australische Nexus Magazin im deutschen Sprachraum.

## Autoren
- Joseph P. Farrell
- Igor Witkowski
- David Icke
- Nick Cook
- Giuliana Conforto
- Cathy O’Brien und Mark Phillips